# لانا لین
لانا لین (انگلیسی: Lana Lane؛ زادهٔ ۱ ژانویه ۲۰۰۰) یک موسیقی‌دان اهل ایالات متحده آمریکا است. وی از سال ۱۹۹۳ میلادی تاکنون مشغول فعالیت بوده‌است.